# Onthophagus abeillei
Onthophagus abeillei là một loài bọ cánh cứng trong họ Bọ hung (Scarabaeidae).